# Rzochów (stacja kolejowa)
Rzochów – stacja kolejowa w Mielcu, w województwie podkarpackim, w Polsce.

## Ruch pasażerski
| Rok  | Wymiana pasażerska na dobę |
| ---- | -------------------------- |
| 2017 | –                          |
| 2022 | 0-9                        |

## Historia
Na stacji kolejowej, oprócz murowanego budynku, w którym znajdowały się kasa biletowa i poczekalnia, przed 1893 rokiem znajdowało się pięć innych obiektów kolejowych . W latach 2009–2021 stacja obsługiwała tylko pociągi towarowe, gdyż ruch pasażerski został zawieszony w 2009 roku. 20 września 2017 roku spółka PKP Polskie Linie Kolejowe S.A. ogłosiła przetarg na zaprojektowanie i wykonanie robót budowlanych na linii kolejowej na odcinku Mielec – Dębica w ramach projektu pod nazwą „Rewitalizacja linii kolejowej nr 25 na odcinku Padew – Mielec – Dębica”, przy której znajduje się stacja. 12 września 2018 roku spółka PKP Polskie Linie Kolejowe S.A. ogłosiła, że przetarg na zaprojektowanie prac budowanych na odcinku Mielec – Padew Narodowa oraz zaprojektowanie i wykonanie robót budowlanych na linii kolejowej na odcinku Mielec – Dębica w ramach projektu pod nazwą „Rewitalizacja linii kolejowej nr 25 na odcinku Padew – Mielec – Dębica” wygrało Przedsiębiorstwo Napraw i Utrzymania Infrastruktury Kolejowej w Krakowie Sp. z o.o., z którym 17 października 2018 roku spółka PKP Polskie Linie Kolejowe S.A. podpisała umowę na realizację inwestycji. 1 marca 2019 roku nastąpiło rozpoczęcie prac remontowych na linii kolejowej nr 25 na odcinku Mielec - Dębica, przy którym znajduje się stacja. W kwietniu 2019 roku zarząd województwa podkarpackiego podjął decyzję o przeznaczeniu dodatkowych 5 mln zł na przeniesie na obszar stacji kolejowej w Rzochowie obsługi przeładunkowej ze stacji kolejowej w Mielcu. W ramach prac remontowych zdecydowano o wybudowaniu przystanku kolejowego dla ruchu pasażerskiego w Rzochowie w nowej lokalizacji po przeciwnej stronie drogi do Poręb Rzochowskich (bliżej samej jezdni, w sąsiedztwie przejazdu kolejowo-drogowego koło stacji kolejowej). Przed modernizacją linii kolejowej stacja dla pociągów osobowych umiejscowiona była po prawej stronie drogi prowadzącej z osiedla Rzochów w kierunku Poręb Rzochowskich. Zakończenie prac zaplanowane było na grudzień 2020. 26 sierpnia 2020 Naczelnik Działu Eksploatacji i Infrastruktury Pasażerskiej Zakładu Linii Kolejowych w Rzeszowie Krzysztof Leszkowicz poinformował o wznowieniu z dniem 1 września 2020 roku ruchu kolejowego towarowego na odcinku Mielec – Kochanówka Pustków, przy którym znajduje się stacja, a 3 września 2020 roku przejechały pierwsze pociągi towarowe nowym torem na tym odcinku. 1 września 2021 roku, po 12-letniej przerwie został wznowiony ruch pociągów pasażerskich na linii kolejowej z Dębicy do Mielca, przy której znajduje się stacja. 15 grudnia 2024 przywrócono kursy pociągów pasażerskich przejeżdżających przez stację kolejową na odcinku Tarnobrzeg–Mielec–Dębica.